# Vadonia mainoldii
Vadonia mainoldii är en skalbaggsart som beskrevs av Carlo Pesarini och Andrea Sabbadini 2004. Vadonia mainoldii ingår i släktet Vadonia och familjen långhorningar. Inga underarter finns listade i Catalogue of Life.